# Überfüllungskonzept
Ein Überfüllungskonzept ist vom Veranstalter einer Veranstaltung einer Genehmigungsbehörde auf deren Verlangen vorzulegen. Es kann einzeln oder als Anlage eines Räumungs- oder Sicherheitskonzepts vorgelegt werden.

## Inhalt
Ein Überfüllungskonzept muss folgende Angaben enthalten:
- verantwortliche Personen
- Zuständigkeiten
- organisatorische Maßnahmen (abhängig vom Grad der Überfüllung)
- Anzahl der vom Sicherheits- und Ordnungsdienst bereitgestellten Kräfte
- Zu- und Ausgänge
- Umleitungsstrecken
- Sicherstellung der Information der Besucher
- Musterdurchsagen

## Bedeutung
Vor allem bei attraktiven Objekten oder in besonders sensiblen Bereichen wie z. B. vor einer Bühne kann eine Stauung, ein Gedränge oder eine Überfüllung entstehen. Das Konzept soll die Unversehrtheit und die Gesundheit der Besucher und Akteure sicherstellen. Je nach Situation muss vor Ort schnell eine Entscheidung gefällt werden können, in der jeder Mitarbeiter wissen muss, was zu tun ist. Das Spektrum reicht von einer Umleitung der Besucher über eine Räumung bestimmter Teilbereiche bis hin zur kompletten Räumung des Veranstaltungsortes.